# Де Йонг, Марсель
Марсель де Йонг (нидерл. Marcel de Jong; 15 октября 1986, Ньюмаркет, Онтарио, Канада) — канадский футболист, защитник и полузащитник. Выступал за сборную Канады. Имеет нидерландское подданство. Его старший брат, Бен де Йонг, является чемпионом Европы по тхэквондо.

## Карьера
Марсель де Йонг начал карьеру в молодёжном составе голландского клуба «Де Валк». Затем провёл сезон в молодёжном составе ПСВ. В 2004 году де Йонг перешёл в клуб первого дивизиона чемпионата Голландии «Хелмонд Спорт», в составе которого провёл 2 сезона. В 2006 году де Йонг перешёл в «Роду», подписав контракт до лета 2010 года, с которой дебютировал в высшем дивизионе голландского первенства.
Летом 2010 года де Йонг подписал двухлетний контракт с «Аугсбургом». Дебютировал за новый клуб 21 августа 2010 года в матче второй Бундеслиги против «Ингольштадта». В январе 2012 года де Йонг продлил контракт на два года. Летом 2014 года контракт был продлён до 2016 года, однако в январе 2015 года «Аугсбург» и де Йонг расторгли контракт по обоюдному согласию.
Перед началом сезона MLS 2015 года де Йонг подписал контракт с клубом «Спортинг Канзас-Сити». Дебютировал за свой новый клуб 14 марта в матче с «Далласом». 22 августа в матче против «Коламбус Крю» забил свой первый гол в MLS. 1 марта 2016 года контракт де Йонга со «Спортингом Канзас-Сити» был расторгнут по взаимному согласию сторон.
2 марта 2016 года де Йонг подписал контракт с канадским клубом Североамериканской футбольной лиги «Оттава Фьюри». 30 июня, перед началом осенней стадии сезона, стало известно, что «Оттава» не будет продлевать контракт с игроком.
11 июля 2016 года клуб MLS «Ванкувер Уайткэпс» объявил о подписании контракта c де Йонгом, рассчитанного на 18 месяцев. За «Уайткэпс» он дебютировал 13 июля в матче против «Реал Солт-Лейк». 15 мая 2018 года де Йонг подписал с «Ванкувер Уайткэпс» новый контракт до конца 2019 года с опцией продления ещё на один год. 4 февраля 2019 года де Йонг и «Ванкувер Уайткэпс» расторгли его контракт по обоюдному согласию сторон.
19 февраля 2019 года де Йонг подписал контракт с клубом Канадской премьер-лиги «Пасифик». На предсезонной тренировочной сессии 13 марта де Йонг получил разрыв ахиллова сухожилия, из-за чего пропустил почти семь месяцев, дебютировав за «Пасифик» 9 октября в матче против «Галифакс Уондерерс». 29 октября 2020 года де Йонг продлил контракт с «Пасификом». 5 марта 2021 года Марсель де Йонг объявил о завершении футбольной карьеры.

## Международная карьера
Де Йонг начал выступления за сборные Канады с команды до 17 лет. Летом 2005 года со сборной до 20 лет он участвовал в молодёжном первенстве мира, где провёл все три игры. В составе первой сборной де Йонг дебютировал в ноябре 2007 года в товарищеской игре с ЮАР. 10 июля 2009 года де Йонг забил свой первый мяч за сборную, поразив ворота Коста-Рики.

## Достижения
Командные
 «Спортинг Канзас-Сити»
- Обладатель Открытого кубка США: 2015